# Drzwi

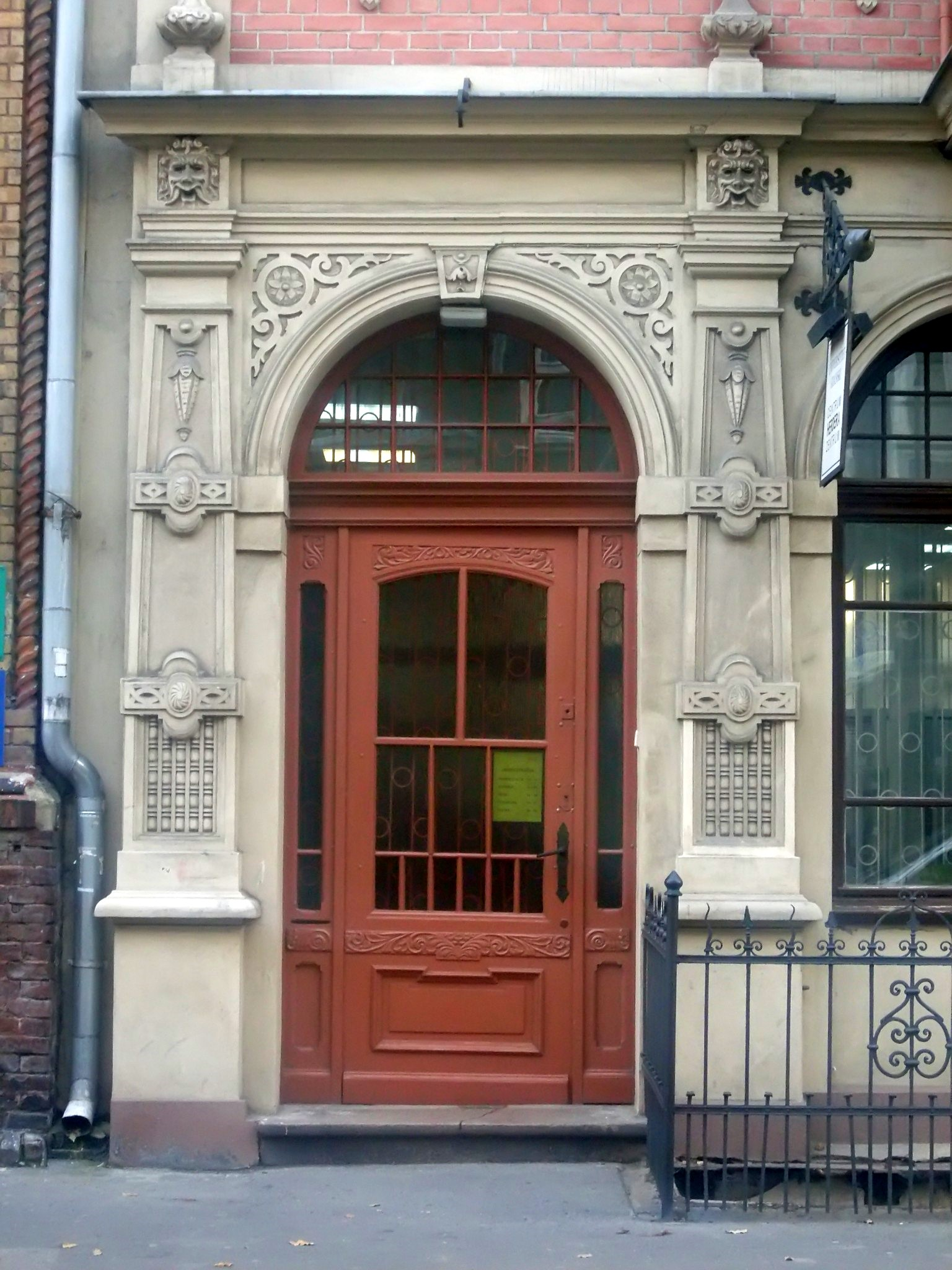
Drzwi zewnętrzne

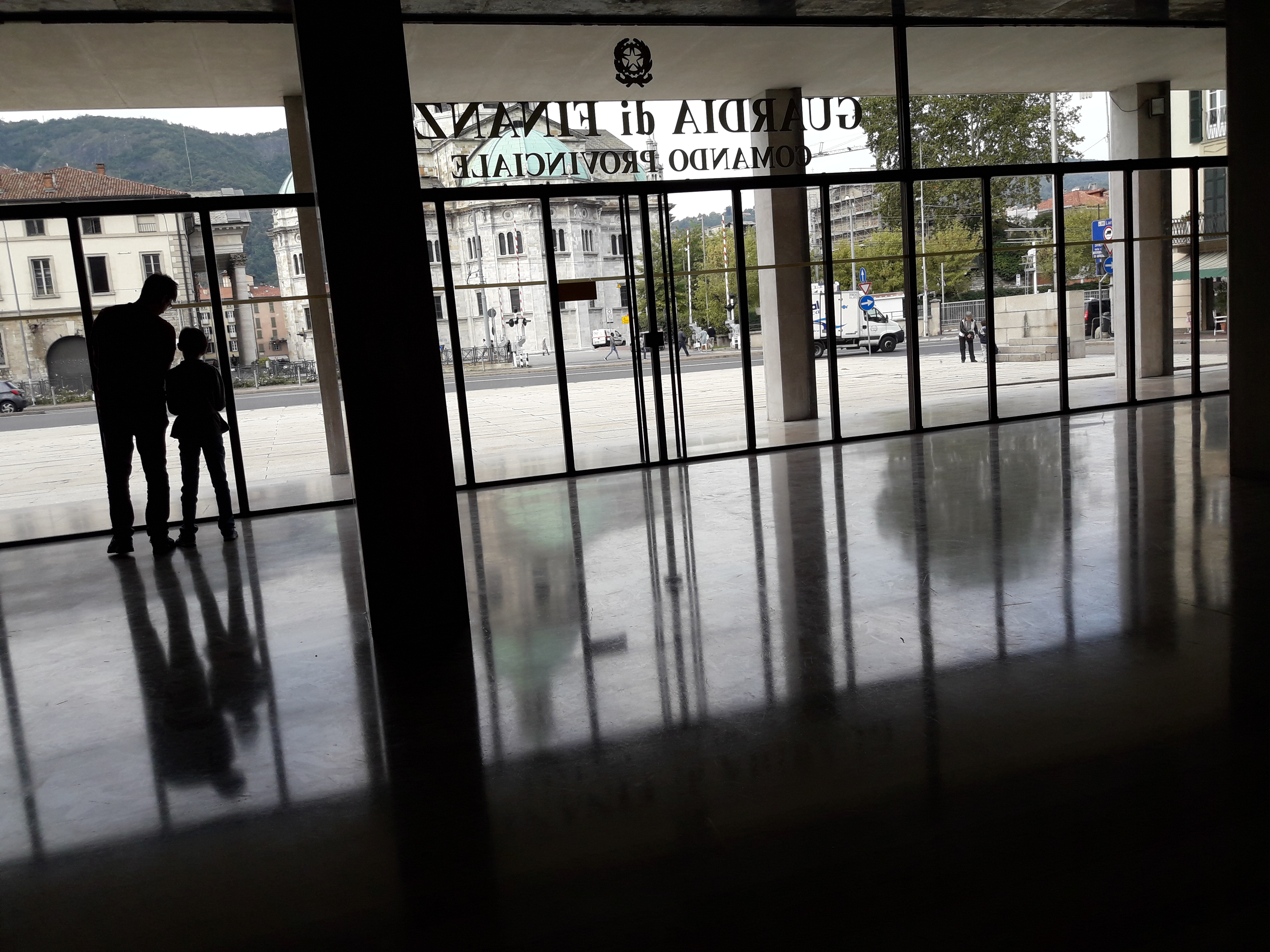
Drzwi automatyczne, całkowicie przeszklone, sterowane elektrycznie za pomocą przycisku. Zabytek modernizmu sprzed II wojny światowej. Palazzo Terragni w Como, 1936

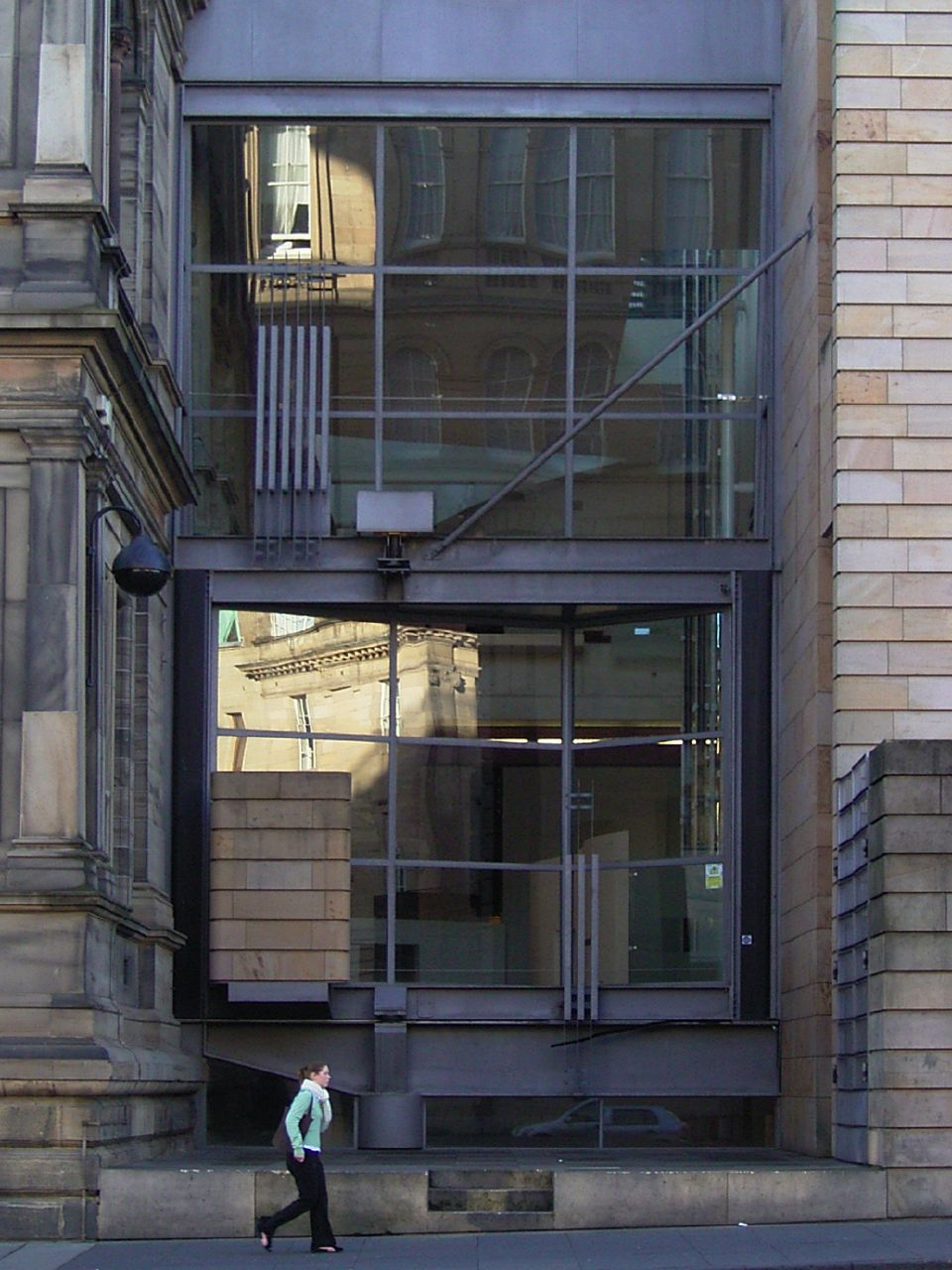
Drzwi wielkości ściany, Muzeum Narodowe Szkocji (1998)

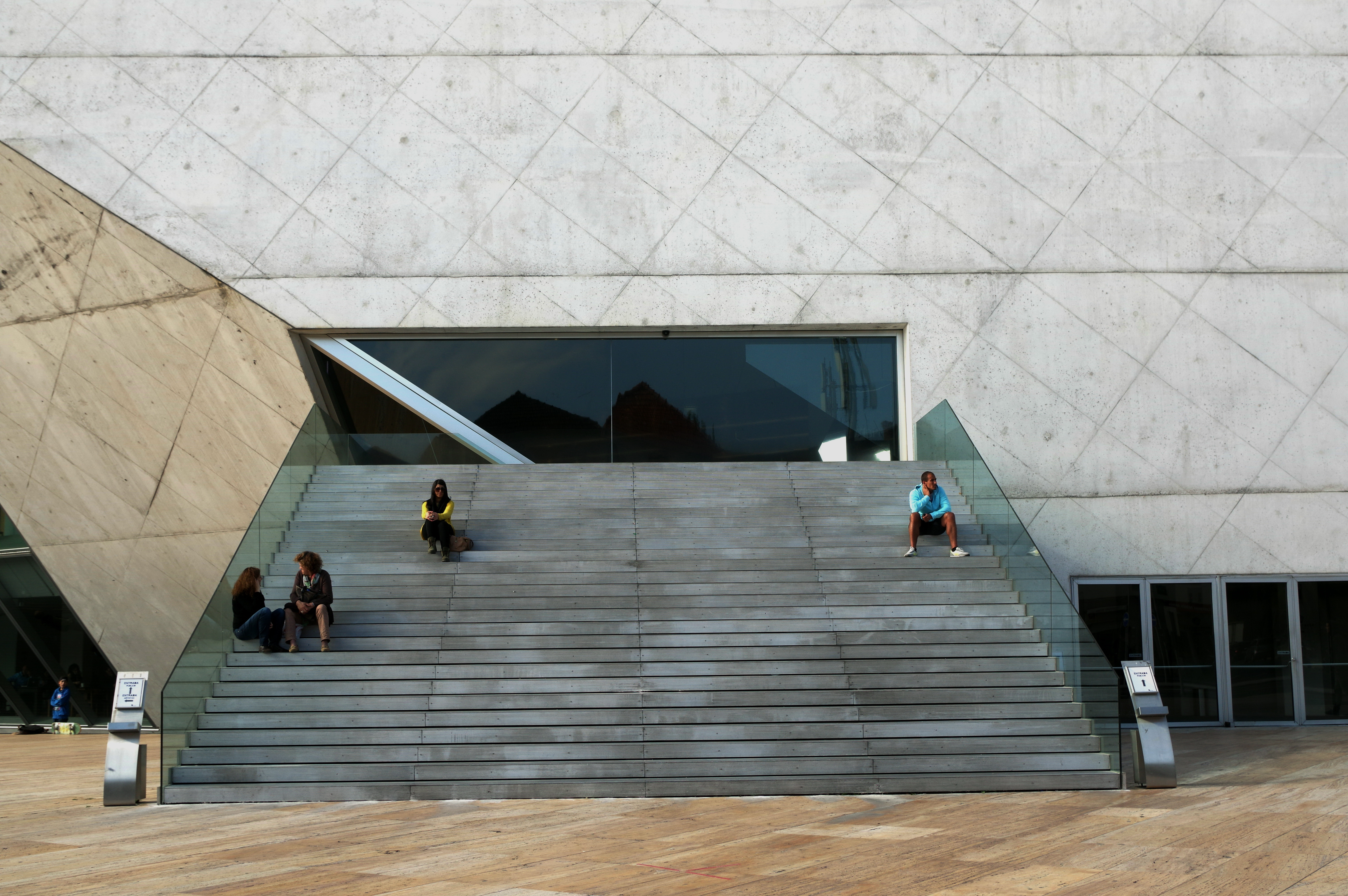
Drzwi automatyczne, całkowicie przeszklone i pozbawione ram w celu osiągnięcia wyjątkowego efektu wizualnego. Duża szyba jest jedynym elementem ruchomym, otwieranym za pomocą fotokomórek. Sala koncertowa Casa da Música w Porto, architekt Rem Koolhaas, 2005.

Drzwi – ruchoma przegroda (zazwyczaj pionowa), element zamykający otwór w ścianie budynku, ściance mebli, karoserii pojazdu wraz z konstrukcją niezbędną do umocowania tego elementu.
Drzwi stosowane w budynkach zamykają otwory służące do przechodzenia pomiędzy pomieszczeniami. Tego rodzaju drzwi występują w wielu odmianach, różniących się kształtem, konstrukcją i sposobem otwierania.

## Budowa drzwi
Element ruchomy drzwi to skrzydło, a nieruchome obramowanie otworu to ościeżnica. Uchwyt, który służy do otwierania i zamykania drzwi to klamka. Elementy te są typowe dla tradycyjnych, najczęściej spotykanych drzwi. Jednak wiele nowoczesnych rozwiązań nie posiada w ogóle klamki i ościeżnicy, a nawet nie ma typowego skrzydła, tylko płaty drzwiowe. Drzwi mogą być zdalnie sterowane siłownikami, maszynami drzwiowymi, a także mogą się automatycznie otwierać po zbliżeniu się osób. Ze względu na konstrukcję, drzwi charakteryzują się różnym poziomem szczelności. Np. stosowane w pojazdach komunikacji zbiorowej (autobus, trolejbus, tramwaj itp.) drzwi odstawiane do wewnątrz i składane są trudne do uszczelnienia, natomiast drzwi odstawiane na zewnątrz oraz odskokowo-przesuwne są bardzo szczelne, ze względu na rozdzielenie realizacji ruchu otwierania i dociskania do ościeżnicy. Można też wykonać np. drzwi zawiasowe w wersji szczelnej, inaczej konstruując ościeżnicę.
Typy drzwi ze względu na liczbę skrzydeł i sposób ich mocowania:
- wejściowe wewnętrzne (klatka schodowa);
- wejściowe zewnętrzne (domek jednorodzinny);
- zawiasowe (prawe lub lewe);
  - jednoskrzydłowe;
  - dwuskrzydłowe;

- wahadłowe;
- obrotowe;
- przesuwne;
- składane;
- harmonijkowe;
- odstawiane na zewnątrz (za pomocą wideł, na których zawieszone są płaty);
- odstawiane do wewnątrz (za pomocą wideł, na których zawieszone są płaty);
- odskokowo-przesuwne;
- rolowane;
- odchylane.
- irysowe

## Funkcja
Ze względu na położenie w budynku, drzwi dzielą się na:
- wewnętrzne – umieszczone w ścianach pomiędzy pomieszczeniami;
- zewnętrzne – znajdujące się w ścianie zewnętrznej i będące wejściem do budynku.

Ze względu na położenie zawiasów / kierunek otwierania:
- prawe – gdy patrząc od strony w którą się otwierają (do siebie, ciągnąc), zawiasy znajdują się po prawej stronie;
- lewe – gdy patrząc od strony w którą się otwierają (do siebie, ciągnąc), zawiasy znajdują się po lewej stronie.

Drzwi w budynkach mogą pełnić wiele różnych funkcji:
- zamknięcie pomieszczenia, w tym zabezpieczenie przed włamaniem (drzwi antywłamaniowe);
- ochrona przed wpływem warunków atmosferycznych i hałasem;
- przegroda przeciwpożarowa (drzwi oddzielenia pożarowego);
- funkcja reprezentacyjna, dekoracja elewacji budynku;
- nasłonecznienie pomieszczenia, w przypadku drzwi przeszklonych;
- zapewnienie warunków ewakuacji, zwłaszcza w budynkach przeznaczonych do przebywania wielu osób.